# Marta Salgado
Marta Salgado (sinh năm 1947) là một nhà hoạt động người Chile gốc Phi tập trung vào thúc đẩy việc bảo tồn văn hóa và bảo vệ quyền dân sự cho người gốc Phi sống phân tán. Bà đã thành lập một số tổ chức phi chính phủ để thúc đẩy quyền của phụ nữ và cộng đồng thiểu số và là một nhà cố vấn chính phủ trong lĩnh vực này. Được đào tạo để trở thành một giáo viên và người quản trị công, bà đã viết nhiều cuốn sách và bài viết về di sản của người gốc Phi tại Chile.

## Những năm đầu
Marta Victoria Salgado Henríquez sinh vào ngày 23 tháng 3 năm 1947 tại Arica, Chile, là con của Marta Henríquez Corvacho và Santiago Salgado Cano. Gia đình bà, gồm cả anh (em) trai của bà, Santiago, và chị (em) gái của bà, Sonia đều có gốc Phi. Bà lớn lên ở Arica, một khu vực mà ở đó đa số là con cháu của nô lệ gốc Phi tới đây từ thời kỳ thuộc địa. Cha mẹ da trắng lai đen của bà là mục tiêu của chính phủ nhằm "Chile hóa" khu vực mà trước đây thuộc về Peru. Những người sống ở đó mà từ chối chuyển quốc tịch sang Chile thì bị đẩy đi thông qua con đường di trú ép buộc và những người ở lại thì phải cố giấu đi gốc gác của mình để có thể hòa nhập vào cái xã hội lớn hơn.
Sau khi hoàn thành bậc trung học cơ sở, Salgado có được một tấm bằng giáo dục mầm non từ Universidad de Chile (UC). Bà sau đó học tiếp tại Universidad de Tarapacá (UTA), có được một tấm bằng chuyên ngành quản trị công và hoàn thành việc học thạc sĩ tại UC với các chứng nhận trong lĩnh vực tổ chức cộng đồng, giới và kế hoạch và phát triển.